# ミロード
ミロード（MYLORD）とは、小田急電鉄の子会社である小田急SCディベロップメントが運営するショッピングセンター。小田急ポイントカード（OPカード）加盟店。
新百合ヶ丘、新宿、本厚木の３施設がある。新百合ヶ丘は「エルミロード」の名称を使用する。相模大野ミロードは、2007年4月1日より「ミロード」の名称を廃止した。

## 概要

### 名称の由来
店名「ミロード」の由来は、英国の封建制度時代に爵位を持つ人々への尊敬を込めた呼びかけに用いられた「My lord（マイロード）」である。これはウィリアム・シェイクスピアの作中にも見ることができる。
公式サイトではこの言葉の音が「威厳の中にやさしい響きを含む」としたうえで、由来について「ビル全体からお客様に美しく語りかけ、多くの方に末永く愛されていくことを願ってつけられました。」としている。
なお、「新百合ヶ丘エルミロード」の「エル」には、エル〝L〟は百合〝Lily〟と大きい〝Large〟の意味を含んでいる。

### ポイントカード
本厚木ミロードは単独でポイントカード制度を導入していたため、小田急ポイントカードの利用ができなかった（クレジットカードとしては利用可能だった）。2008年1月31日をもって本厚木ミロードの独自ポイントカードを廃止し、2008年2月1日からは全店で小田急ポイントカード（クレジット兼用カード、ポイント専用カード）が利用可能となった。

## 沿革
- 1982年 - 本厚木ミロードが開業。
- 1984年 - 新宿ミロードが開業[1]。
- 1992年 - 新百合ヶ丘エルミロードが開業。
- 1996年 - 小田急相模大野ステーションスクエア（相模大野ミロード）が開業。
- 2020年 - 小田急電鉄直営から小田急SCディベロップメントに運営を譲渡。

## 本厚木ミロード

### 本館（ミロード1）
1982年3月、小田急小田原線本厚木駅上に小田急電鉄として初の駅ビル型ファッションビル型SCとして開業。建物は地下1階、地上8階の北館、南館とこの両ビルの4階～5階を駅ホームで跨いで結ぶ2層の連絡部分からなる構造となり、南館の5階～8階には「小田急厚木ホテル」も入った。だが、その後同ホテルは不況で利用者数が減り、運営会社の事業見直しもあって2012年に閉館した。しかし、厚木地区でホテル需要が高まっているとして、小田急電鉄は営業の再開を決断。2013年4月、跡地に「小田急ステーションホテル本厚木」が開業している。
ミロード1階部分が大規模工事に入るため、中央館の全店舗は、2013年3月末で閉店。2014年5月24日、名称を『小田急本厚木ミロードイースト』と改めリニューアルオープンした。

### 新館（ミロード2）
1994年11月、厚木パルコの新規開業（1994年3月開業。2008年閉館）など、商業環境の変化に対応するため、小田急グループの神奈川中央交通によって建設された新館が開業した。
新館は20代の女性にターゲットを絞った75店からなり、4階で本館と接続された。7階には3スクリーンの映画館『厚木シネマミロード』（東急レクリエーション運営）が導入されたが、2005年8月を以って閉館した。新館には飲食店も新たに9店出店し、本館のレストランフロアの14店や全館に点在する喫茶などを加えると本厚木ミロード全体で飲食店は30店を超えることになった。このほか、1階には神奈川中央交通の厚木サービスセンター（定期券発売・高速バス待合室）も開設され、高速バス（京都・大阪行き）の乗車場所もある。新館が建てられた場所にあった横浜銀行厚木支店（隣り合わせに地元の書店も有った）は、新館1階～3階に縦割りで入居している。施設の運営は、小田急電鉄が新館を賃借して本館と一体的に営業する形態とした。
2006年11月1日、厚木市によりミロード2正面入口左側に「あつぎビジョン」が設置されたが、2018年7月、老朽化などにより撤去された。

### 主なテナント
- ミロード1
  - フードマーケット（B1F）
  - ゴディバ（B1F）
  - カルディコーヒーファーム（B1F）
  - 崎陽軒（B1F）
  - ポンパドウル（B1F）
  - 京樽（B1F）
  - ウエルシア薬局 本厚木ミロード地下1階店
  - 成城石井（B1F）
  - モロゾフ（B1F）
  - スターバックス（1F）
  - コスメロフト（1F）
  - アフターヌーンティー・リビング（2F）
  - アフターヌーンティー・ティールーム（2F）
  - QBハウス（2F）
  - ムラサキスポーツ（3F）
  - 靴下屋（4F）
  - Zoff（4F）
  - ペテモ（5F）
  - ハニーズ（5F）
  - 洋麺屋　五右衛門（6F）
  - 杵屋（6F）

- ミロード2
  - GU (B1F)
  - .st (1F)
  - ユニクロ（2F）
  - 無印良品（3F）
  - ナナズグリーンティー（4F）
  - ABCマート（4F）
  - SM2（4F）
  - ニトリ デコホーム（5F）
  - くまざわ書店（5F）
  - コンタクトのアイシティ（5F）
  - ノジマ（6F）
  - ECC 本厚木ミロード校（7F)
  - ウェル・アアルト　本厚木ミロード店（7F)
  - 横浜銀行厚木支店・厚木住宅ローンセンター・日本銀行厚木代理店

- 南館
  - チャンスセンター
  - ウエルシア薬局 本厚木ミロード南館店

- ミロードイースト
  - ミスタードーナッツ
  - タリーズコーヒー
  - ドトールコーヒー
  - 厚木市役所　駅前窓口・厚木市観光案内

## 新宿ミロード
鉄道利用客の利便性と小田急小田原線新宿駅南口の真上という特殊な立地から、年中無休で夜遅くまで営業できることを考慮して、専門店ビルを指向し、1984年10月4日に開業。地下2階、地上10階建てのビル（駅施設も含む）の店舗面積は12,326㎡。専門店123店が出店した。
特徴の中でも特に注目されるのは、2層のショッピングモール（1層はオープン、1層はクローズ）で小田急百貨店新宿店本館（2022年10月閉館）と新宿駅西口を結んだことである。これは西口と南口の一層の界隈性の創造と活気あるまちづくりを主眼として設置したもので、特に1階オープンモールでは、西口からの導入としての演出ということを考え、バザール感覚豊かなプチショップをはりつけるなど待ち合せ、遊び、賑やかさ、そして楽しいたまり場的空間演出をした。またモール中央には「プチパーク」を配し各種イベントを催したり、ミニFMステーション「KID」局を設置し、店内案内だけではなくファッション情報や映画、音楽などの情報を顧客に提供した。
マスコットキャラクターにブタの「ミロートン」を採用している。

### 再開発に伴い閉館へ
2022年より開始された新宿駅西口地区開発計画に伴い、モザイク通りとモール2階の区画が翌年3月25日をもって、38年あまりの営業を終了。甲州街道に面する本館は、しばらく営業するが、同計画の進捗に伴い2025年3月16日に営業を終了し、解体される。

### 主なテナント
- ヒステリックグラマー
- ウンナナクール
- ナチュラルビューティベーシック
- ヘザー
- ギャミヌリィ

## 新百合ヶ丘エルミロード
1974年に小田急多摩線が開通し新百合ヶ丘駅が開業したことを受け、同駅周辺の土地区画整理事業がスタート。その後、1977年に小田急電鉄がこの事業に組合員として参加。1982年にSC計画が発表され、核テナントをイトーヨーカドー、食品は子会社の小田急商事（オダキューOX）に決定。専門店街を本厚木ミロード、新宿ミロードのノウハウを基に直営で運営することになった。
SCは核テナントであるイトーヨーカドーが、衣料、雑貨、家庭用品を中心に売場面積9,028㎡（1階～4階）、オダキューOXは食品を中心に2,268㎡（地下1階）、専門店街は1階～5階までは物販6,688㎡（85店）、飲食4,926㎡（15店）。これに6階～7階のフィットネスクラブが加わる形で構成され、600台収容の立体駐車場と300台収容の駐輪場が併設された。
イトーヨーカドーは食料品を扱っていないが、これは143店舗（開業時）を擁する同社の中でも、極めて稀なケースで変則的な展開が行われ、のちに4階部分から撤退した。また6階の一部と7階に展開のフィットネスクラブは、小田急電鉄が初めて展開した直営のフィットネスクラブ「エクスパス」として開業したが、2002年2月末を以って閉鎖。4月1日よりティップネスへの賃貸とした。オダキューOXの運営する食品売り場は、同社としては最大規模であったことから、グレードの高い商品ばかりではなく、リーズナブルプライスの商品もかなり並べられ、従来のオダキューOXに比べ、日用雑貨を加えるなど幅広い商品展開が特徴だった。

### 主なテナント
- OdakyuOX(B1階)
- イトーヨーカドー (1～3階)
- ダイソー(4階)
- 山野楽器(4階)
- 有隣堂(4階)
- 産経学園(6階)
- ティップネス(7階)

## 相模大野ステーションスクエア
相模原市の南の玄関口として整備された「相模大野駅周辺街づくり計画」の中核をなすプロジェクトとして計画されたもので、先に再開発されたアメリカ陸軍医療センター（旧・相武台陸軍病院）跡地の複合文化施設と、この駅ビルを結ぶ駅前コリドーを中心に駅周辺の区画整理が行われ、北口および南口広場の整備と並行して駅ビルの建設が実施された。
相模大野ステーションスクエアは、線路上空の有効利用を目的として計画された建物で地下4階、地上14階建て。アトリウムを有する南北自由通路を中心にA館、B館、橋上駅舎、北口地下駐車場から構成される。A館には3階～9階までに約100店舗の物販、飲食などの専門店街「相模大野ミロード」が形成され、B館には、「小田急ホテルセンチュリー相模大野」、専門大店「相模大野小田急」が入居した。線路上空の3階レベルに改築された橋上駅舎は、一部機能がA館の1階から3階に配置されており、避難経路や設備の一部を駅ビルと共有している。市によって再整備された北口広場地下には約210台を収容する地下駐車場が設置され、駅ビルの地下駐車場と一体で利用可能とした。
相模大野ミロードのメインターゲットは、小田急電鉄がこれまでに開発した「新宿ミロード」「新百合ヶ丘ミロード」「本厚木ミロード」と同様に20台前半の女性を中心に、ファッション性を重視したテナントミックスを行った。専門大店の方は、ミッシー＆ミセスおよびそのファミリーをメインに、デイリー・カジュアル・ファミリー・リーズナブルを品揃えの基本に据えた。相模大野小田急を専門大店としたのは、面積が約13,500㎡しかなく、百貨店としての品揃えができないことや、距離にして2kmに満たない商業の一大集積地である町田市中心部で小田急百貨店町田店が20年前から営業しており、差別化の意味合いがあった。
1998年5月31日に相模大野小田急は閉店。跡地には、11月27日、エンターテイメント・アウトレットモール「エクサイト」が一部オープンした。同店は、アメリカン・モールズ・インターナショナル（AMI)・ジャパンが運営するアウトレットショップと、娯楽施設を組み合わせたバリューモールの日本1号店で、翌年3月にはグランドオープンを迎えた。しかしこのバリューモールも不振で、2003年には家電量販店のさくらや等が出店した。これにより「ミロード」と「エクサイト」の差別化が図れなくなったため、2007年4月1日より「ミロード」と「エクサイト」の名称を廃止し、「ステーションスクエア」に一本化した。
かつてはホテル運営会社の小田急リゾーツが本社機能を置いていた。以前は6階にビデオシアター方式の映画館「相模大野シネサイト」も入っていた時期があった。施設は横長で、現在のA館の山野楽器受付付近に出入口があり、連絡通路をB館方面へ、現在のビックカメラ携帯電話・スマートフォン売場付近まで広がっていた。

### 主なテナント
- A館
  - 成城石井（3階）
  - ハンズ ビー（4階）
  - 富澤商店（4階）
  - Right on（5階）
  - ABCマート（5階）
  - ムラサキスポーツ（6階）
  - くまざわ書店（6階）
  - 山野楽器（6階）
  - ダイソー（7階）
  - とんかつ和幸（8階）
  - イーオン（英会話スクール）（8階）
- B館
  - matsukiyo LAB 相模大野ステーションスクエア店（2階）
  - Odakyu OX 相模大野店（3階）
  - 崎陽軒（3階）
  - 銀座コージーコーナー（3階）
  - 無印良品（4階）
  - Francfranc（4階）
  - ユニクロ（5階）
  - ジーユー（5階）
  - ビックカメラ（6階）（以前はさくらや）

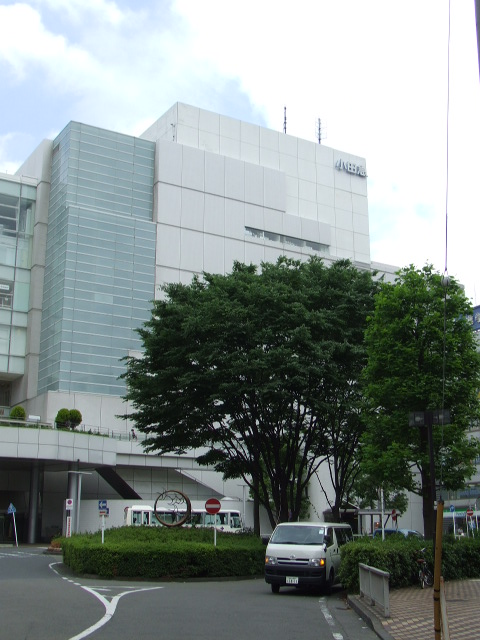
相模大野ステーションスクエアA館
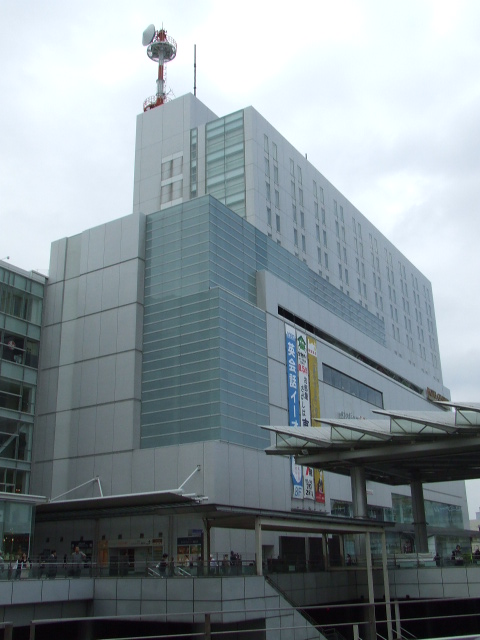
相模大野ステーションスクエアB館
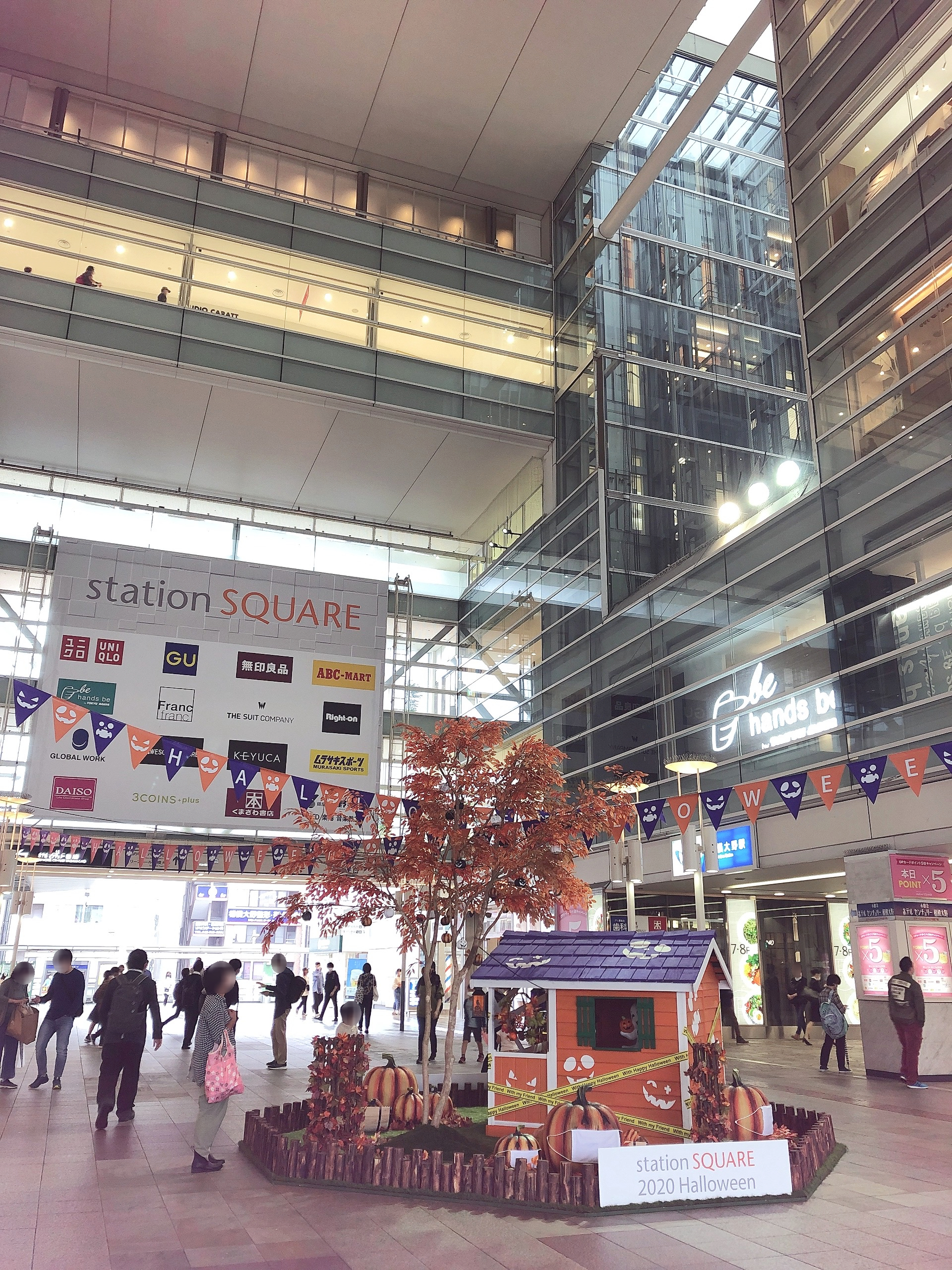
3Fアトリウム広場